# 마우리츠 코르넬리스 에셔
마우리츠 코르넬리스 에셔(네덜란드어: Maurits Cornelis Escher 마우리츠 코르넬리스 에셔르[*], 네덜란드어 발음: [ˈmʌurɪts kɔrˈneːlɪs ˈɛɕər], 1898년 6월 17일~1972년 3월 27일)는 네덜란드 출신의 판화가이다. 건축과 장식 디자인 학교에 다니면서 판화 제작의 기술을 배웠고, 이탈리아, 스위스, 벨기에 등을 다니며 작품 활동을 했다. 초기 작품은 주로 풍경을 다루고 있으나 1936년 무렵부터는 패턴과 공간의 환영을 반복한 작품을 발표하였다. 이슬람인의 모자이크에 영감을 받았으며 단순한 기하학적 무늬에서 수학적 변환을 이용한 창조적 형태의 테셀레이션 작품 세계를 구축하였다.

## 소개
미술계에서는 교묘한 수학적 계산에 따라 수학과 논리학의 난제를 다루는 작업을 한 판화가이자 드로잉 작가로 평가를 받아왔다. 에셔의 작품은 매우 세밀한 선들로 이루어져 있으며 평생 동안 448개라는 많은 판화를 만들고 2000개가 넘는 스케치를 그렸다.
작가가 바라본 지극히 객관적인 대상이나 세계에 대한 주관적인 해석을 기반으로 작가 자신의 세계관이나 인간성을 표현하는 기존 예술의 정의, 관념과 달리 에셔가 추구했던 창조의 동기는 보편적인 시각의 구조를 찾는 치밀한 이성적 원리였다. 그렇기 때문에 그의 작업들은 예술 비평가들보다도 오히려 수학자들이나 물리학자와 같은 과학의 범주에 있는 이들에게 더욱 많은 관심을 받아왔다. 다른 초현실주의 화가들의 그림 속 상황은 이성을 부정한 감성적 비일상적 측면에서의 환상적 초 현실로, 현실과 무관한 설정임을 바로 간파할 수 있도록 묘사되어 있지만, 에셔는 치밀한 과학적 조작이라는 이성적 구조에 기초하여 초 현실을 다룬다. 그의 작품세계는 우리에게 친숙한 대상, 일상적으로 마주치는 공간과 매우 근사한 모습의 이미지를 사용하고 있으나, 그것들은 대부분 실제로 존재하지 않거나 존재할 수 없는 것으로, 바라볼 수는 있으나 함께할 수는 없는 공간이다. 이성적이고 논리적인 구조에 기초한 그의 세계는 가짜가 진짜보다 더 그럴듯 하게 보이는 표현으로 보는 사람들로 하여금 논리적으로 따질 수는 없으나 낯선 세계에 대한 묘한 불안감을 불러일으킨다. 반복과 순환, 변형, 무한한 공간, 이율배반, 삼차원 환영의 파괴 등의 주제를 다룬다.

## 삶

### 전기
Mauk이라는 애칭을 사용하였던 에셔는 1898년 6월 17일 네덜란드의 레이우아르던에서 태어났다. 당시 그의 집은 오늘날 Princessehof Ceramics Museum으로 이용된다. 그는 토목기사 George Arnold Escher와 그의 두 번째 아내 Sara Gleichman의 막내아들로 태어났다. 그는 수학과 과학을 잘 하지는 못했지만, 아버지의 과학적 태도와 관찰력을 물려받았다. 1903년 Arnhem으로 이사가 그 곳에서 1918년까지 살았고 초, 중학교를 다녔다. 어릴 때 그는 병약한 아이였으며 7세에 입학한 학교에서 2학년 때 유급했다. 그림에는 소질이 있었으나 성적은 좋지 않았다. 이후 목공일과 피아노를 13세까지 배웠다. 고등학교 시절 그림 그리기를 좋아하였으며, 그의 재능을 인정한 미술 교사는 그에게 판화를 가르쳤다. 1919년에 Haarlem 건축, 장식학교에 입학하여 건축을 잠시 배웠으나 그의 작품을 본 담당 교수의 권유로 그래픽 아트에 전념하게 된다. 그의 스승이었던 Samuel Jessurun de Mesquita와 오랜 기간 동안 친구로 지낸 것으로 알려져 있다. 1922년 학교를 떠나 그림 그리는 것과 목판 제작을 배우기 시작하였다.

### 후기
1922년은 그에게 중요한 해이다. 그는 이때 이탈리아(Florence, San Gimignano, Volterra, Siena, Ravello)와 스페인(Madrid, Toledo, Granada)을 여행하였다. 이탈리아의 도시 외곽 풍경과 스페인의 그라나다(Granada)에서 14세기 이슬람 궁전인 알함브라를 굉장히 마음에 들어 했다. 이후 그는 1936년에 한 번 더 알함브라를 방문한다. 그는 알함브라 궁전의 평면 분할 양식에 깊은 인상을 받았는데, 그는 훗날 “(알람브라 분할 양식은) 지금껏 나를 사로잡아 온 가장 풍부한 영감의 원천이었다.” 고 밝히고 있다. 그는 그 이후 몇 년간 계속해서 그림을 그렸다. 이탈리아에서 Jetta Umiker를 만나 1924년 결혼하여 로마에 정착하였으나, 1934년 무솔리니의 파시스트가 득세하는 당시 이탈리아의 정치적 상황을 견디지 못해 이탈리아를 떠나게 된다. 그의 아들 Giorgio Arnaldo Escher는 로마에서 태어났으며 그의 할아버지 이름을 받았다. 이후 스위스의 Château-d'Œx로 이사가 2년간 그 곳에서 지냈다. 그러나 이탈리아의 풍경을 좋아했던 그는 스위스에서는 그다지 행복하게 지내지 못 하였다. 1937년에 벨기에의 Brussels 근처의 작은 도시인 Ukkel로 이사하였다. 세계 2차대전으로 인해 1941년 1월 네덜란드의 Baarn으로 다시 이사, 그 곳에서 1970년까지 살았다. 에셔의 유명한 작품은 이 시기에 대부분 그려졌다. 흐리고 춥고 습한 네덜란드의 날씨가 그를 작품에 집중할 수 있게 도움을 주었다. 1962년은 유일하게 작품이 없는 해인데 그것은 그가 수술을 받았기 때문이다. 1970년 Laren에 있는 Rosa Spier로 이사하여 남은 여생을 그의 작업실에서 보냈고 73세의 나이로 1972년 3월 27일 세상을 떠났다.

## 작품의 시대별 흐름
건축과 장식 디자인 학교에 다니면서 판화 제작의 기술을 배운 에셔는 이탈리아, 스위스, 벨기에 등을 다니며 작품 활동을 했다. 초기에 그는 풍경화를 주로 그렸으며. 그가 즐겨 그린 벌레 그림은 후대에도 종종 나타난다. 그가 1922년에 완성한 첫 미술작품은 여덟 개의 인간의 머리가 다른 평면에 나뉘어 묘사되었다. 1924년경에 그는 평면의 규칙적 분할에 흥미를 잃고, 불규칙한 원근법으로 이탈리아의 풍경을 불가능한 자연 형태로 그리기 시작했다. 그의 초기 작품은 풍경이나 도시풍경을 다루고 있지만 30년 대부터 본격화된 그의 작품세계는 40년대를 거치면서 점점 더 환상적이고 개성적으로 변해간다.
- 그의 작품에 수학적 영향이 나타난 것은 1936년 다시 한 번 떠난 여행 이후이다. 알함브라로 여행을 다녀온 후 에셔는 무어인들의 예술작품 속 기하학적 격자를 토대로 자신의 스케치들을 발전시키고자 했으며, 주로 새나 사자와 같은 동물 디자인을 중첩시키는 방식을 택했다. 에셔는 그때 그의 여행을 “가장 값진 여행”이라 표현하였으며, 이 무렵부터는 그만의 독특한 작품, 즉 패턴과 공간의 환영을 반복한 작품이 급증하였다. 그는 대칭에 특히 관심을 가졌다.
- 후에 그의 작품 활동을 포괄할 에셔의 첫 수학적 연구는 그의 형제 버렌드가 보내준 포여 죄르지의 평면 대칭군에 관한 논문으로부터 시작되었다. 이 논문은 그가 17개 벽지 군상(평면 대칭군)의 개념을 이해할 수 있게 도왔으며, 이 수학적 개념을 활용하여 에셔는 43종의 채색 작업 속에 서로 다른 유형의 대칭 군으로 이루어진 종합적 퍼즐(짜 맞춤/모자이크)을 그려냈다. 이때부터 그는 작품에 수학적 접근 방식을 접목하여 자신의 관심사인 대칭 표현을 발전시켰으며, 1937년부터는 이 17개 평면 대칭 군 개념을 적용한 목판화를 제작하기 시작했다. 이 시기는 에셔에게 중요한 해로 에셔는 첫 불가능한 현실 작품 <정물과 거리>를 그린다. 비록 그가 수학적 훈련을 받지 않았다 해도 그의 수학적 이해는 광범위하고 직관적이었다. 그의 작품은 강력한 수학적 구성을 가지고 있었으며 몇 작품들에는 necken cube와 같은 불가능한 물체를 그려 넣었다. 대부분의 그의 작품은 타일의 반복되는 무늬를 연상시키는데, 이는 테셀레이션이라 불린다. 에셔의 작품은 다면체와 기하학적 왜곡에 관심이 있는 수학자와 과학자에게 특히 잘 알려져 있다.

- 1937년에 지금도 수학 문제 해결로 유명한 폴리아라는 수학자가 스케치한 17개의 벽지 디자인을 접하게 된다. 에셔는 폴리아의 패턴 유형에 관심을 가졌으며, 그러한 패턴에 깔린 규칙을 알고 싶어 했다. 그는 이슬람 인들의 모자이크에 영감을 받아 폴리아와 하그의 논문을 바탕으로 많은 실험을 거듭하여 규칙적인 평면 분할, 즉 테셀레이션을 개발하여 테셀레이션의 아버지로 인정받게 된다. 그 후 에셔는 죽을 때까지 평면의 규칙적인 분할에 관한 법칙에 몰두하게 된다. 동시에 에셔는 이미지를 2차원에서 3차원으로 바꾸는 방법과, 보는 사람에 따라 그림의 전경을 배경으로 또는 배경을 전경으로 지각하도록 명도대비를 바꾸는 방법, '펜로즈 삼각형'을 이용하거나 '뫼비우스의 띠'를 이용하는 등의 작품의 통해 인간의 시지각과 착각, 진실에 대해 얘기하고자 했다.
- 1937년 에셔는 <변신 1 Metamorphosis I>을 만들어내는데, 이는 그림의 용도를 활용하여 하나의 이야기를 들려주는 연작 디자인의 시작을 알리는 것이었다. 이 작업은 수학을 미술에 접목시키는 에셔의 기술이 최고조로 발휘된 것이라 할 수 있다. 그는 이 <변신 1 Metamorphosis I>에서 볼록한 다각형을 사람의 형상을 가진 평면의 규칙적 패턴으로 변형시켰다. 이 결과물은 그의 관심이 풍경과 자연에서 평면의 규칙적 분할로 변화했다는 것을 상징적으로 보여준다. 그의 저명한 작업 중 하나인 <변신 3 Metamorphosis III>은 한 방의 벽 전체를 꽉 채울 정도로 방대하며 끝과 시작이 맞물려 순환하는 고리를 형성한다.
- 1941년, 에셔는 <비대칭으로 합치하는 다각형을 이용한 평면의 규칙적 분할>이라고 이름 붙인 그의 발견을 노트에 요약했다. 이 글의 목적은 수학을 미술로 포섭하려는 자신의 작품 활동을 촉진하는 데 있었다. 에셔는 이 발견(논문) 기록 덕택에 당대의 학구적인 수학자로도 고려될 수 있었다. 이 글은 그가 색을 바탕으로 한 분할에 대해 연구했으며, 형태(모양)의 결합을 분류하는 체계를 발명하고 색과 대칭에 관한 발견을 했다는 사실을 알려주기 때문이다.
- 에셔는 또한 위상 기하학의 수학적 개념에 대해서도 연구했다. 그는 영국의 수학자 로저 펜로즈로부터 수학의 부가적인 개념들을 배웠다. 이 지식을 이용하여 그는 ‘뫼비우스의 띠’의 원리와 유사하다고 할 수 있는 불규칙적 원근 화법을 중점적으로 적용하여 <폭포 Waterfall>와 <위와 아래 Up and Down>를 창작했다.
- 그는 1950년대까지 별로 알려져 있지 않다가 1956년 최초의 개인전시회를 열고 그것이 타임지에 소개되면서 세계적인 명성을 얻게 되었다. 그의 그림은 특히 수학자들을 매료시켰는데 수학의 원리들을 아주 독창적인 방식으로 시각화하고 있기 때문이었다. 비록 에셔는 수학과 과학교육은 받지 않았지만, 그의 정확하고 분석적인 시각 세계의 접근은 수학들과 정신 분석학자들에게 시각적 인식에 대한 흥미를 가지게 했다. 그는 수학이나 과학 그리고 심리학에 대해 교육을 받거나 연구한 적이 없지만, 그의 작품세계는 수학자와 인지 과정을 연구하는 심리학자와 과학자들에게 깊은 인상을 주어서 뫼비우스의 띠 위를 맴도는 개미의 그림은 수학교과서에서, 천사와 악마를 패턴 화하여 상호 결합시킨 그림은 심리학 개론서에서 쉽게 찾아볼 수 있다.
- 1956년경 에셔는 2차원의 평면에서 무한을 드러내는 개념을 연구한다. 캐나다인 수학자 콕서터와의 논쟁은 쌍곡선의 모자이크 (쌍곡선의 평면 속 규칙적 퍼즐)에 관한 에셔의 흥미를 유발한다. 이 개념은 에셔의 목판화 <원의 한계 1-4 Circle Limit I–IV> 연작에서 구현되었으며, 1995년 코스터는 “에셔는 그 작업을 밀리미터 단위까지 정확하게 구현해냈다.” 고 말하며 그의 작업물이 굉장히 정확하다는 연구 결과를 발표한다.
- 이러한 그의 작업은 그에게 명성을 가져다주었으며 1955년 그는 오랑주 나시 훈장의 기사작위를 수여받았다. 그 후로도 그는 정기적으로 전 세계의 고관들을 위한 작품을 디자인한다. 1985년 한 소행성은 그의 명성을 기리며 ‘4444에셔’라 이름 지어졌다.
- 1958년, 그는 <평면의 규칙적 분할 The Regular Division of the Plane>이라는 제목의 책을 출간했는데, 이것은 평면 모자이크를 목판화 시리즈로 재생산해낸 것으로써 그의 작품 속 수학적 디자인의 체계적 조립 원리에 대해 묘사한 것이다. 그는 “수학자들은 광대한 영토로의 문을 열어주었다.”고 강조했다.
- 1953년 이후 에셔는 여러 단체의 강사가 되었다. 1962년 미국에서 계획되었던 일련의 강연은 그의 병환 때문에 취소되었으나, 그 강연을 위해 에셔가 작성한 글과 삽화들은 나중 에셔에 의해 쓰인 에셔에 관한 책 중 하나의 일부로 출간되었다. 1969년 7월 그는 마지막 작업인 목판화 <뱀Snakes>를 완성했는데, 그것은 사슬의 고리처럼 뱀들이 굴곡지게 원형으로 꼬여있으며 원의 중심과 경계 밖으로 무한히 사라지는 양상을 띠고 있다.
- 전반적으로 보아 어릴 적 그의 로마와 이탈리아 풍경 및 자연환경에 대한 사랑은 평면에서의 규칙적 분할 개념에 대한 관심으로 그를 인도했으며, 그는 이를 150여종 이상의 채색 작업에 적용시켰다. 그의 작업 속에 구현된 다른 수학적 원리로는 2차원 평면 속 쌍곡선 평면의 중첩 그리고 구체, 기둥과 입방체(정6면체)와 같은 3차원 물체의 합일화가 있다. 예를 들어 <파충류 Reptiles>이라는 제목의 판화에 그는 2차원과 3차원의 이미지를 결합시켰다. 그의 논문 중 하나에서 에셔는 차원의 중요성에 대해 강조했으며 스스로를 납작한 형태들에 “질렸다”고 표현, “나는 그들을 평면에서 벗어나게 한다.”고 말했다.

## 재료의 사용
그는 대부분의 작품을 리토그라피와 목판화로 작업하였다. 그의 몇 안 되는 메조틴트 작품은 기술적 측면에서 걸작으로 여겨진다. 그래픽아트에서 그는 수학적 도형, 형태, 공간의 관계를 묘사하였다. 동시에 그는 흑색과 백색을 이용한 겹침 무늬를 통해 다른 차원을 강화시킨다. 조직화된 그의 작품은 원뿔, 구, 육면체, 고리와 나선형의 반사된 형태이다.

## 에셔의 작품세계

### 1. 가상과 현실의 넘나들음 가상과 현실의 만남 혹은 분리되는 것
가상과 현실사이를 넘나드는 그의 침투주제는 초기에는 상이 비치는 거울, 물, 구형의 이미지에서 시작하여 차츰 실체와 실체 사이의 관계를 공간 속에서 상호매입해 보여주는 초현실적인 상상력을 통하여 표현되었다. 에셔는 그의 작품에서 2차원의 평면과 3차원의 공간의 대립을 지워버림으로써 가상과 현실의 벽을 무너뜨린다. 대상과 그 대상이 거울, 유리병, 물방울, 수면 등에 비친 상을 이용해 도대체 무엇이 가상이고 무엇이 현실인지에 대한 가상과 실재의 구분에 의문을 던진다.

### 2. 공간의 규칙적 분할/ 변형
에셔는 수학적 도형뿐만 아니라, 다양한 일상적 형태들의 공간분할에 관심을 가지고 테셀레이션'(동일한 모양을 이용해 틈이나 포개짐 없이 평면이나 공간을 완전하게 덮는 것) 작품 세계를 구축했다. 에셔는 단순한 기하학적 무늬에서 수학적 변환을 통한 반사(reflection), 미끄럼 반사(glide reflection), 평행이동(translation), 회전(rotation)의 기법을 이용해 정삼각형, 정사각형, 정육각형의 변형들을 탐색했으며 그것들을 동물, 새, 도마뱀, 개, 나비, 사람 등의 여러 형태로 변형시켰다.
- 테셀레이션이란 동일한 모양을 이용해 평면이나 공간을 빈틈이나 겹쳐지는 부분 없이 채우는 것을 말한다. 하나의 정다각형으로 테셀레이션이 가능한 도형은 다음과 같이 정삼각형, 정사각형, 정육각형의 3가지가 있다. 그러나 두 가지 이상의 정다각형을 사용하면 좀 더 다양하게 테셀레이션을 할 수 있다. 예를 들어 정삼각형과 정육각형으로 테셀레이션을 할 수도 있고, 정육각형과 정사각형, 정삼각형을 이용하여 테셀레이션을 할 수도 있다. 이와 같이 몇 가지 정다각형으로 만들어진 것을 아르키메디안 테셀레이션이라고 하는데, 모두 8가지가 있다. 그래서 테셀레이션은 예술적인 아름다움뿐 아니라 대칭이동, 평행이동, 회전을 포함하는 합동 개념, 각의 크기 등을 학습할 수 있는 훌륭한 수학적 소재를 제공해 준다. 그런 이유로 인해 미국에서는 1960년대부터 테셀레이션이 교육과정의 일부로 도입되어 다루어지고 있으며, 우리나라에서도 옮기기, 돌리기, 뒤집기 등의 내용과 관련하여 초등학교에서부터 다루어진다.
- 에셔는 수학적 소재라 할 수 있는 테셀레이션을 예술적 경지로 발전시켰다. 에셔는 평면의 규칙적 분할에 대해서 ‘수학자들은 그 미지의 영역으로 나갈 수 있는 문을 열어 놓았지만 문 안으로 들어가지는 않았다. 수학자들은 문을 여는 방식에 흥미를 가지고 있으며 문 뒤에 있는 풍경에는 관심을 가지지 않았다’고 시적으로 수학자들을 비판하였다. 에셔는 그의 표현을 빌리자면, ‘평면 분할이라는 문으로 들어가서 아름다운 풍경(새, 물고기, 도마뱀, 사람, 나비 등)을 창조한 예술가’이다. 이제는 오히려 수학자와 교육자들이 그의 작품에 매료되어 그의 작품 속에서 수학적, 교육적 의미를 찾아내려고 노력하고 있다.
- 그의 작품 중에서 1943년에 만든 <도마뱀>은 개구리 모양으로 채워진 테셀레이션을 배경으로 하여 도마뱀이 2차원 평면에서 나와 3차원 공간으로 옮겨갔다가 다시 2차원 평면으로 되돌아가는 순환 과정이 표현되어 있다. <낮과 밤>(1938), <물고기와 새>(1938), <높고 낮음>(1947)과 같이 서로 대립되는 개념들을 테셀레이션 기법을 이용하여 잘 조화시킨 것도 그의 작품의 특징이라 할 수 있을 것이다.

- 평면의 균등 분할에 더해 1930년대 스페인 여행 도중 보게 된 이슬람 알함브라 궁전의 추상적, 기하학적 문양의 영향을 받아, 간단한 기하학적 도형이 복잡한 유기적 형태로 변화하는 피타고라스 세계 창조의 관념을 보여준다. 여기서 평면상의 반복, 변형되는 이미지들의 배열은 시간상의 배열을 의미하게 된다. 에셔는 평면의 균등 분할을 통한 이미지의 무한대 확장과 변형을 닫혀있는 우주의 이미지와 결합하여 칼레이도치클루스와 나선형을 이용한 다면체를 만들었다.

## 유산
- 에셔의 수많은 시각 작업물과 특별한 사고방식은 대중문화에서 언급되는 것은 물론이고 과학과 예술 분야 전반에 지속적인 영향력을 끼쳤다. 에셔의 지적 재산 소유권과 그의 독특한 미술 작품 소유권은 분리되어 있다.
- 에셔의 사업상 조언자이자 네덜란드어 평전의 작가인 얀 W. 베르뮬렌은 1969년 M.C. 에셔 재단을 출범시켰으며, 이 법인이 에셔의 수백 장에 이르는 오리지널 프린트와 독특한 작업 전반을 관리했다. 재단은 헤이그 박물관에 이 작업들을 대여해주었다. 에셔의 죽음 이후, 그의 세 아들들은 재단을 해체했으며 에셔의 작업들에 대한 공동 소유권을 가졌다. 1980년 이 소유권은 한 미국인 아트 딜러와 헤이그 미술관에 팔렸으며 박물관은 에셔에 관한 모든 자료와 그의 작업 일부를 획득했다.
- 저작권은 에셔의 세 아들들에 의해 소유되었으나 그들은 나중 그것을 네덜란드계 회사인 코든 아트에 팔았다. 저작권의 관리는 이후 네덜란드 에셔 회사 반의 B.V.(The M.C. Escher Company B.V. of Baarn)로 넘어갔으며, 그들은 에셔의 작업물은 물론이고 그의 발언과 작성된 글에 대한 모든 저작권, 그리고 상표의 관리까지 맡게 되었다. 미국에서는 "M.C. Escher" 상표의 등록을 반대했으나, 네덜란드 회사는 작가와 그의 상속인들이 그의 이름을 상표로 등록할 권리가 있다고 법정을 설득했다.
- 연관된 법인으로는 반의 에셔 재단(the M.C. Escher Foundation of Baarn)이 있으며 전시회 기획과 책의 출간, 그리고 그의 작업과 삶에 대한 영상을 제작하는 것으로 에셔의 작업을 알리고 있다.
- 에셔의 작업들을 소유한 공공기관으로는 먼저 헤이그 시립미술관 부속의 에셔 박물관을 들 수 있다. 그 외에 에셔의 작품을 소유한 곳으로는 워싱턴D.C.에 위치한 미국 국립 미술관, 캐나다 오타와의 캐나다 국립 미술관, 예루살렘에 위치한 이스라엘 박물관, 일본 나가사키의 하우스 텐 보스, 그리고 보스턴 공립 도서관이 있다.
- 1979년 출간된 더글라스 호프스태터의 <괴델, 에셔, 바흐>는 특이한 고리들과 자가 반복의 개념에 관해 논의하고 있으며, 괴델의 미 완결 정리 배후의 관념들을 설명하기 위해 에셔의 미술 작품과 바흐의 음악을 포함한 예술 작업부터 과학 작업까지 폭넓은 예시를 이용한다.

## 연보
- 1898 - 6월 17일 네덜란드 북부의 Leeuwarden에서 태어남.
- 1903 - Arnhem으로 이사.
- 1912~1918 - Arnhem에서 2류학교 다님.
- 1916 - 첫 번째 작품 만듦.
- 1917 - Oosterbeek으로 이사
- 1919~1922 - Haarlemdml 의 건축 공예 학교에서 S.Jessurun de Mesquita 교수에게 수학.
- 1921 - 3월~5월; 이탈리아와 프랑스의 Riviera를 여행. 11월에 에셔의 목판화가 실린 Flor de Pascua출간.
- 1922 - 4월; 북부 이탈리아 여행. 9월; 포도주 화물선을 타고 여행- 스페인과 Alhambra 첫 방문: 이탈리아에 있는 시에나에서 그는 11월 중순부터 삶.
- 1923 - 3월~6월; Ravello에 머물다 Jetta Umiker를 만남. 6월 말에 시에나로 돌아옴. 8월 13일~26일; 시에나에서 첫 개인전. 11월에 로마로 이사.
- 1924 - 2월에 네덜란드에서 첫 전시회. 6월 12일에 제타와 결혼.
- 1925 - 10월에 로마에 집을 마련.
- 1926 - 5월 2일~16일; 로마에서 전시회. 아들 조지가 7월 23일에 태어남.
- 1927~1935 - 매년 봄에 이탈리아의 황무지 여행.
- 1928 - 12월 8일 둘째 아들 아더가 태어남.
- 1932- 여름에 여서의 목판화가 실린 XXIV Emblemata 출간.
- 1933 - 가을에 에셔의 목판화가 실린 De vreeselijke avonturen van Scholastica 출간.
- 1934 - 에셔의 석판화 Nonza가 시카고 전시회에서 상 3개를 수상. 12월 12일~22일; 로마의 네덜란드 역사 협회에서 전시회.
- 1935 - 7월에 스위스로 이사.
- 1936 - 4월~6월; 스페인까지 이탈이아와 프랑스 해변을 따라 바다 여행. 거기서 에셔는 Alhambra를 두 번째 방문. 그리고 Cordoba의 모스크도 방문- 에셔의 작품에서 풍경을 정신적 형상으로 바꾸는 전환점 마련.
- 1937 - 벨기에의 브뤼셀로 8월에 이사.
- 1938 - 3월 6일 셋째 아들 장 출생.
- 1939 - 6월 14일 부친 사망.
- 1940 - 5월 10일; 독일 약소국 침공. 5월 27일 모친 사망.
- 1941 - 2월에 네덜란드의 Baaren으로 이사.
- 1951 - The studio, Life잡지에서 에셔의 기사 다룸.
- 1954~1961 - 매년 이탈리로 가는, 혹은 이탈리아에서 출발하는 바다 여행을 즐김.
- 1954 - 9월 암스텔담의 Stedelijk Museum에서 국제 수학 회의의 행사의 일환으로 거대한 전시회 개최. 10월과 11월에는 워싱턴의 Whyte Gallery에서 전시회.
- 1955 - 2월에 Baaren의 새집으로 이사.4월 30일 작위 수여받음.
- 1958 - 년초에 에셔의 저서Regelmatige valkverdeling(The Regular Division of the Plane) 출간.
- 1959 - 11월에 Grafiek en tekeningen M.C.Esher(The Graphic Work of M.C.Esher, 1961)출간.
- 1960 - 8월에 국제 결정론자 회의 기간 동안 캠브릿지에서 전시회와 강의. 8월~10월; 캐나다로 바다 여행. 10월 말에 캠브릿지와 메사추세츠에서 MIT 강의
- 1961 - 7월 29일자 The Saturday Evening Post지에 E.H.Gombich의 에셔에 대한 글 실림.
- 1962 - 4월에 위급한 수술을 받음. 회복되기까지 오랜 시간이 걸림.
- 1964 - 10월에 제타와 캐나다로 감. 거기서 다시 병에 재발. 토론토에서 다른 수술을 받음.
- 1965 - 3월에 Hilversum시로부터 문화상 수상. 8월에 Caroline H.MacGillavry가 Symmetry Aspects of M.C.Escher's Periodic Drawings 출간. Jardin des Arts에서 10월 특집으로 에셔 다룸.
- 1966 - Sciencific American에서 4월 특집으로 에셔를 키게 다룸.
- 1967 - 2번째 훈장 수여
- 1968 - 워싱턴(Mickelson Gallery)과 헤이그(Gemeente Museum)에서 전시회. 7월에 마지막 목판 작품. 년말에 제타는 스위스를 떠남. 에셔와 가정부만 남음.
- 1970 - 봄에 또 다른 병으로 대수술 받음. 8월에 Laren의 Rosa Spier의 집으로 이사.
- 1971 - 12월에 De werelden van M.C.Escher(the World of M.C.Esher, 1972) 출간.
- 1972 - 3월 27일 Hilversum의 병원에서 사망.

## 같이 보기
- 빅토르 바사렐리

## 참고 문헌
- <괴델, 에셔, 바흐 영원한 황금 노끈> 더글러스 호프스태터 지음, 박여성 옮김, 까치글방
- <미학 오디세이>, 진중권 지음, 2003년, 1997년, 휴머니스트
- <M.C.에셔 무한의 공간> 에셔 외 지음, 김유경 옮김, 2004년 다빈치

## 참고사이트
- http://windshoes.new21.org/art-escher.htm
- https://web.archive.org/web/20111214232246/http://redface2.com.ne.kr/8-2.html
- http://www.mcescher.com/ 보관됨 2011-02-25 - 웨이백 머신
- https://terms.naver.com/entry.nhn?docId=74651